# Begonia dregei
Begonia dregei es una especie de planta perenne perteneciente a la familia Begoniaceae.

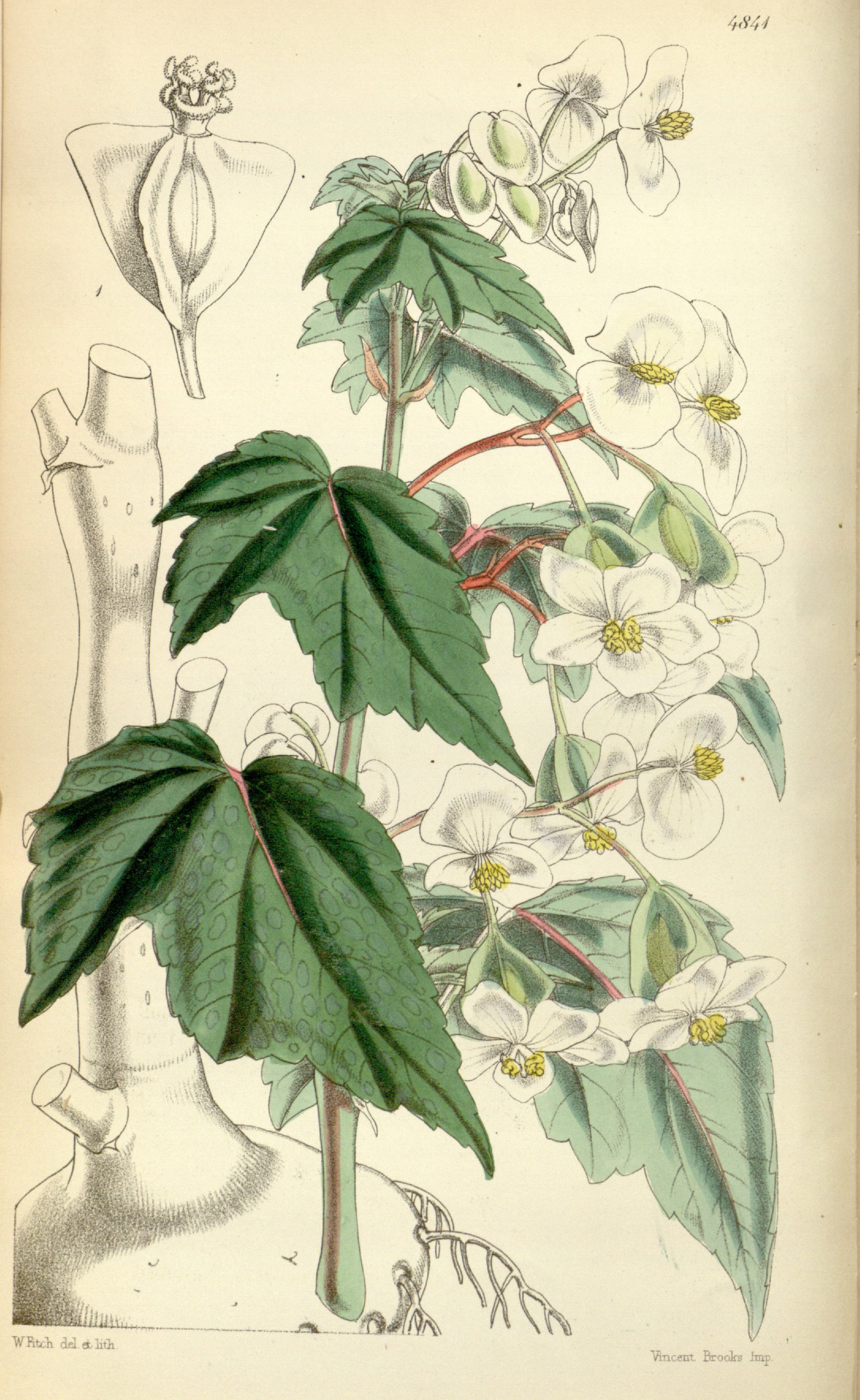
Ilustración de Bot. Mag. 81: t. 4841 (1855)

## Descripción
Es una planta	tuberosa, delgada, muy suave; el tallo flexuoso erecto, leñoso en la base; con estípulas ovadas-oblongas, agudas, enteras, las hojas oblicuas, palmeadas 3-4 - lobuladas, lóbulos desiguales, lanceoladas, pinnadas, dentadas o enteras; la inflorescencias en cimas axilares, pedunculadas, con muy pocas flores.

## Distribución
Se encuentra en Sudáfrica cerca de Puerto Natal. 

## Taxonomía
Begonia dregei fue descrita por Otto & A.Dietr. y publicado en Allgemeine Gartenzeitung 4: 357. 1836.
sinonimia
- Augustia dregei (Otto & A.Dietr.) Klotzsch
- Augustia natalensis Klotzsch
- Augustia suffruticosa (Meisn.) Klotzsch
- Begonia dregei var. macbethii (auct.) L.H.Bailey
- Begonia macbethii auct.
- Begonia natalensis Hook.
- Begonia partita Irmsch.
- Begonia parvifolia Graham
- Begonia richardsiana T.Moore
- Begonia richardsoniana Houllet
- Begonia rubicunda A.DC.
- Begonia suffruticosa Meisn.
- Begonia suffruticosa f. bolusii Irmsch.
- Begonia suffruticosa f. worsdellii Irmsch.[3]

Híbridos
- Begonia × carminata Dombrain
- Begonia × cheimantha Everett ex C.Weber
- Begonia × elatior
- Begonia × ornata Clarke